# Francy Boland
Francy Boland (Namen, 6 november 1929 - Genève, 12 augustus 2005) was een Belgisch jazzpianist, componist en arrangeur.
Na te hebben samengespeeld met Bobby Jaspar en Sadi - onder meer in de Bob Shots - en met Henri Renaud, leidde hij samen met Kenny Clarke een octet waarvan opnames verschenen op het jazzlabel "Blue Note Records". Zijn componeertalent leverde hem spoedig internationale erkenning op. Boland schreef nummers voor de grootste radio-bigband in Europa en voor het "Count Basie Orchestra". Zijn grootste successen kende hij in de jaren zestig en zeventig aan het hoofd van de Kenny Clarke-Francy Boland Big Band, die alom geprezen werd en optrad op diverse podia in de wereld. Boland bracht de laatste jaren van zijn leven in Zwitserland door.